# Le Fayel
Le Fayel ist eine französische Gemeinde mit 233 Einwohnern (Stand: 1. Januar 2022) im Département Oise in der Region Hauts-de-France. Sie gehört zum Arrondissement Compiègne und zum Kanton Estrées-Saint-Denis. 

## Geographie
Le Fayel liegt etwa 15 Kilometer ostsüdöstlich von Compiègne. Umgeben wird Le Fayel von den Nachbargemeinden Canly im Norden, Longueil-Sainte-Marie im Süden und Osten, Chevrières im Südwesten sowie Grandfresnoy im Westen.

## Bevölkerungsentwicklung
| Jahr                      | 1962 | 1968 | 1975 | 1982 | 1990 | 1999 | 2006 | 2013 |
| Einwohner                 | 121  | 124  | 120  | 126  | 200  | 213  | 227  | 228  |
| Quelle: Cassini und INSEE |      |      |      |      |      |      |      |      |

## Sehenswürdigkeiten
- Kirche Notre-Dame
- Schloss, 1650 bis 1656 errichtet, mit Park und Kapelle (siehe auch: Liste der Monuments historiques in Le Fayel)

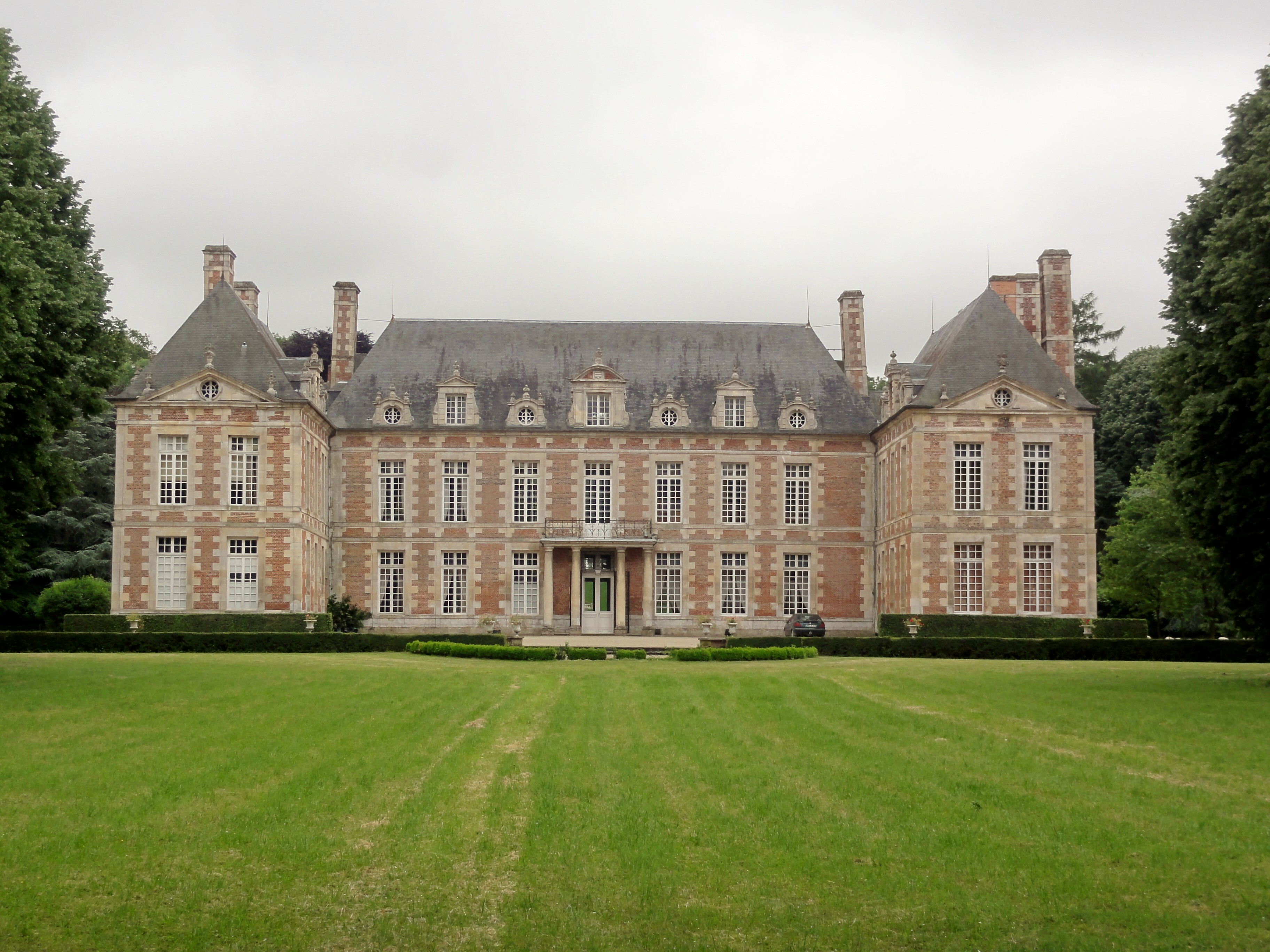
Schloss von Le Fayel